# Маринич Олександр Мефодійович
Олекса́ндр Мефо́дійович Мари́нич (4 вересня 1920, Суботці — 25 серпня 2008, Київ) — український географ-геоморфолог, дослідник природи України, член-кореспондент НАН України, доктор географічних наук, професор Київського національного університету імені Тараса Шевченка.
Керівник відділення географії Інституту геофізики ім. С. І. Суботіна АН УРСР (1979—1989 рр.), радник при дирекції Інституту географії НАН України (1989—2008 рр.). Міністр освіти УРСР (1971—1979 рр.). Депутат Верховної Ради УРСР 8—9-го скликань. Кандидат у члени ЦК КПУ в 1971—1981 р. Президент Українського географічного товариства (1964—1995 рр.)

## Біографія
Народився 4 вересня 1920 року в селі Суботці Олександрійського повіту Кременчуцької губернії (тепер Знам'янського району Кіровоградщини). Батько був головою колгоспу.
З 1927 року — навчання в початковій школі села Суботці Знам'янського району Кіровоградської області. Згодом сім'я Мариничів переїхала до сусіднього села Богданівка, де Олександр навчався у 5-му класі середньої школи. Далі продовжував навчання у середній школі № 4 міста Кіровограда, яку закінчив 1937 року з відзнакою. Після закінчення середньої школи у 1937 році вступив до Київського державного університету. На початку Німецько-радянської війни Олександр Маринич — студент геолого-географічного факультету Київського університету — учасник бойових дій Південно-Західного фронту, брав участь у обороні Києва, отримав тяжкі поранення. У 1942 році закінчив Казанський університет імені Ульянова-Леніна. З 1943 до 1945 року — радист, комсорг танкового батальйону військової частини Московського військового округу. Член ВКП(б) з 1944 року.
Після перемоги над Німеччиною повернувся до Київського державного університету, де вступив до аспірантури і під керівництвом В. Г. Бондарчука розпочав наукову і педагогічну роботу. За чверть століття він пройшов шлях від асистента до доктора географічних наук, професора. У 1948 році (під науковим керівництвом академіка В. Г. Бондарчука) захистив кандидатську дисертацію «Геоморфологія Подільського Придністров'я». Разом з В. Г. Бондарчуком та професором П. К. Заморієм у 1949 році створив кафедру геоморфології в Київському університеті. У 1961 році захистив у Московському університеті докторську дисертацію «Геоморфологія південного Полісся». Науковим консультантом був академік І. П. Герасимов, офіційними опонентами — професори К. К. Марков, К. І. Геренчук, Г. І. Гарецький, які дали високу оцінку науковому дослідженню О. М. Маринича. 1969 року його було обрано членом-кореспондентом АН України.
У 1956—1971 роках — завідувач кафедри фізичної географії, декан географічного факультету, у 1968—1971 роках — проректор з навчальної роботи Київського державного університету імені Тараса Шевченка. Читав курси: «Історія і методологія географічної науки», «Сучасні проблеми географії», «Фізична географія України», «Фізична географія Європейської рівнини і Кавказу», «Геоморфологія України», «Географічні основи природокористування». Читав лекції в університетах Франції, Польщі, Хорватії, США, Канади, Індії.
Академіком Олександр Мефодійович не зміг стати, оскільки був на посаді міністра освіти УРСР (2 березня 1971 — 3 липня 1979), а дійсні члени АН не могли займати посади в міністерстві, а в ті часи відмовитися від такої пропозиції було неможливо. Та ставши міністром, Олександр Маринич поставився до цієї справи з такою ж відповідальністю, як і до всього іншого. За часів його керівництва Міністерство освіти багато уваги приділяло практичному одержанню загальної освіти всією молоддю, підвищенню кваліфікації вчителів і керівних педагогічних кадрів, підготовці нових шкільних підручників і навчальних посібників, методиці викладання шкільних дисциплін, трудовому вихованню учнів.
О. М. Маринич очолював делегації України і виступав на сесіях ЮНЕСКО в Парижі й Тбілісі, а також на міжнародних конференціях з освіти у Скандинавії, Польщі, Німеччині, Великій Британії, Югославії, Канаді, Франції, Індії, США, Японії, Греції, Кубі, Сирії, Лівані. Вивчав досвід освітянської справи в зарубіжних країнах (Франції, США, Японії, Індії, Кубі тощо). Опублікував ряд праць в педагогічних виданнях про стан освіти в Україні.
З 1979 до 1989 року — керівник відділення географії Інституту геофізики ім. С. І. Суботіна АН УРСР, з 1989 року — радник дирекції Інституту географії НАН України і професор кафедри фізичної географії і охорони природи Київського університету імені Тараса Шевченка. Є одним із засновників Інституту географії НАН України, створеного 1991 року.
О. М. Маринич — відомий в Україні та за кордоном багатогранними науковими інтересами і дослідницько-географічними здобутками. Йому належить провідна ініціатива і роль у створенні унікального видання — тритомної Географічної енциклопедії України. Брав участь в експедиційних дослідженнях на Поліссі, Придніпров'ї, Придністров'ї, Поділлі, Карпатах, а також у Литві, на Алтаї, в Забайкаллі, Таджикистані, Киргизії, Грузії. У 1964—1995 роках — президент Українського географічного товариства, почесний член Географічного товариства СРСР з 1990 року.
Найвідоміші наукові праці О. М. Маринича з геоморфології і фізичної географії Полісся, ландшафтознавства, фізико-географічного районування України, історія географії|історії географічної науки. Так, ще в 50-х роках Олександр Мефодійович організував Поліську комплексну географічну експедицію Київського університету і керував нею. На основі матеріалів цієї експедиції вчений по-новому обґрунтував походження Полісся і формування його рельєфу. Результати досліджень опубліковані у монографіях.

Могила Олександра Маринича та його родини, Байкове кладовище

Під науковим керівництвом вченого складені перші ландшафтні карти деяких областей і всієї України. В Інституті географії О. М. Маринич очолював дослідження, спрямовані на опрацювання конструктивно-географічних основ раціонального природокористування, розв'язання регіональних еколого-ландшафтознавчих проблем. Багато часу О. М. Маринич приділяв редагуванню наукових збірників, монографій. Його статті вміщені в багатьох українських та зарубіжних енциклопедичних виданнях.
Дружина — історик, кандидат історичних наук Єлизавета Сафонова (1918—2001). Виховали двох синів.
Помер на 88-му році життя 25 серпня 2008 року. Похований разом з родиною на Байковому кладовищі (ділянка № 49а, 50°25′1.60″ пн. ш. 30°30′6.30″ сх. д. / 50.4171111° пн. ш. 30.5017500° сх. д.).

## Нагороди, звання
У 1991 році О. М. Мариничу присвоєно почесне звання Заслуженого діяча науки і техніки України, у 1993 році він став лауреатом державної премії України в галузі науки і техніки за цикл колективних (Швебс Г. І., Щербань М. І., Шищенко П. Г., Пархоменко Г. О., Горленко І. О., Руденко Л. Г., Паламарчук М. М.) монографій «Географічні основи регіонального природокористування в Україні» . Почесний професор Сімферопольського університету від 1994 року.
Відзначений державними нагородами: орденом Вітчизняної війни ІІ ступеня, двома орденами Трудового Червоного Прапора, 17 медалями. У 2001 нагороджений орденом князя Ярослава Мудрого V ступеня.

## Наукові праці
Сфера наукових досліджень: теоретичні та прикладні проблеми геоморфології та ландшафтознавства, фізико-географічне районування України, історія географічної науки. Автор і співавтор понад 400 наукових праць, 20 монографій, підручників, навчальних посібників. Підготував 27 кандидатів наук, 7 докторів наук. Серед учнів Олександра Маринича — доктори географічних наук М. С. Бевз, П. Г. Шищенко (член-кореспондент АПН України), В. М. Пащенко, М. Д. Гродзинський, Фам Хоанг Хай. Основні праці:
1. Українське Полісся: Фізико-географічний нарис. — К. : Радянська школа, 1962. — 163 с. іл. — Бібліогр.: с. 158—162 (133 назв.).
2. (рос.) Геоморфология южного Полесья. — Киев: Издательство Киевского университета, 1963. — 252 с. Ил.+табл. — Библиогр.: с. 234—251.
3. (рос.) Физико-географическое районирование Украинской ССР / В. П. Попов, А. М. Маринич, А. И. Ланько. — Киев: Издательство Киевского университета, 1968. — 683 с.: ил. — Библиогр.: с.670-680.
4. Географія // Українська радянська енциклопедія. — 2-е вид. — К., 1978. — с. 525—527.
5. (рос.) Природа Украинской ССР. Ландшафты и физико-географическое районирование. — К., 1985 (у співавторстві).
6. (рос.) Использование и охрана природной среды Среднего Приднепровья. — К., 1986 (у співавторстві).
7. (рос.) Методологические проблемы современной географии. — К., 1993.
8. Стаціонарні геофізичні і геохімічні дослідження ландшафтів Київського Полісся. — К., 1994.
9. Проблеми ландшафтного різноманіття України. — К., 2000.
10. Маринич О. М. Основні напрями, результати і перспективи ландшафтознавчих досліджень // Український географічний журнал. − 2001. —№ 3 . — С. 28—38